# Puccinia sherardiana
Puccinia sherardiana är en svampart som beskrevs av Körn. 1877. Puccinia sherardiana ingår i släktet Puccinia och familjen Pucciniaceae.   Inga underarter finns listade i Catalogue of Life.